# Faget (canción)
"Faget" es una canción de la banda de nu metal americana Korn. Es la sexta canción de su álbum homónimo de 1994. La canción es sobre como el vocalista de la banda, Jonathan Davis, era acosado en la escuela por dedicarse al arte, llevar delineador en los ojos, estar dentro de la música New wave y llevar camisetas con volantes. Según el vocalista, el era constantemente llamado por la palabra "maricón". Como también, corría el rumor de que Davis era Gay.

## Antecedentes, música y escritura
"Faget" es sobre como el vocalista de Korn Jonathan Davis, en la secundaria, era molestado y acosado sin parar por los deportistas de la secundaria por estar interesado en el arte, llevar camisas con volantes, estar dentro de la música New wave (como por ejemplo, Duran Duran) y usar delineador en los ojos. Mucha gente asumió que Davis era Gay y lo empezaron a llamar "maricón". Davis dijo:

Hay un gran rumor sobre que soy homosexual. Estaba en la escena del New Romantic [en la secundaria] con Duran Duran [como su grupo favorito], llevando maquillaje. Los deportistas me llamaban marica. No podía ir por los pasillos sin oírlo o sin que se me metieran encima.

"Faget" incluye como ejemplo a los guitarristas de Korn (James Shaffer y Brian Welch) utilizando el llamado "Acorde de Mr. Bungle". Cuando se le pidió que hablara sobre la canción, Welch dijo: "[Jonathan] se mudó con nosotros, con su novia, y recuerdo que me senté en la habitación que alquiló. Tenía mi guitarra allí y escribí el riff. En ese momento se nos ocurrió la canción "Faget". Fue el principio". Songfacts describe la canción como "una canción muy emotiva y genuina en la que Davis arremete contra sus atormentadores".

## Personal
Korn
- Jonathan Davis – voz
- James Shaffer – guitar
- Brian Welch – guitarra, coros
- Reginald "Fieldy" Arvizu – bajo
- David Silveria – batería

Personal adicional
- Ross Robinson – producción
- Eddy Schreyer – masterización
- Chuck Johnson – ingeniero, mezcla